# Sajószentpéter

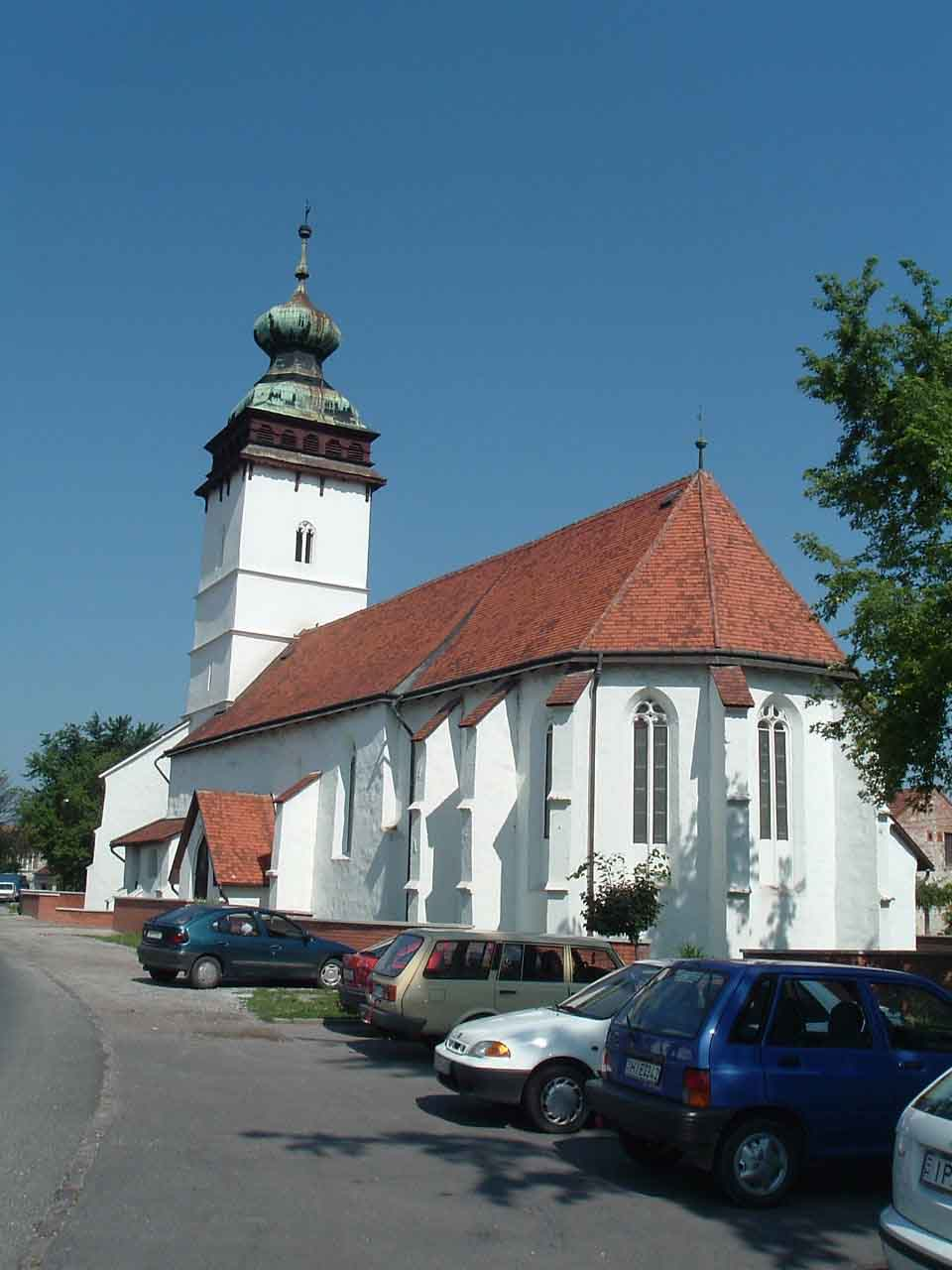
Kyrkan i Sajószentpéter.

Sajószentpéter är en stad i Ungern.